# Liste de participants aux Olympiades internationales de mathématiques
L'Olympiade internationale de mathématiques (OIM) est une compétition mondiale de mathématiques destinée aux élèves des lycées et collèges, et est la plus ancienne des olympiades scientifiques internationales,.
La liste ci-dessous regroupe un nombre de participants devenus mathématiciens, ou ayant remporté des médailles à un très jeune âge ou ayant obtenu des notes élevées.

## Participants exceptionnellement jeunes
Médaille de bronze

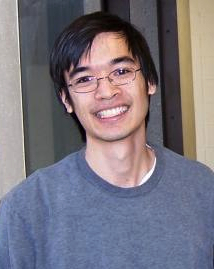
Terence Tao est le plus jeune médaillé de bronze, d'argent et d'or, respectivement, dans l'histoire des OIM.

- Terence Tao (Australie), en 1986, à 10 ans, 363 jours
- Raúl Chávez Sarmiento (Pérou), en 2009, à 11 ans, 271 jours
- Akshay Venkatesh (Australie), en 1994, à 12 ans, 241 jours

Médaille d'argent
- Terence Tao (Australie), en 1987, à 11 ans, 364 jours
- Tsz Fung Chui (Hong Kong), en 2020, à 12 ans, 156 jours
- Raúl Chávez Sarmiento (Pérou), en 2010, à 12 ans, 263 jours

Médaille d'or
- Terence Tao (Australie), en 1988, à 13 ans, 4 jours
- Tsz Fung Chui (Hong Kong), en 2021, à 13 ans, 90 jours
- Raúl Chávez Sarmiento (Pérou), en 2011, à 13 ans, 273 jours
- Ömer Cerrahoğlu (Roumanie), en 2009, à 14 ans, 80 jours[3]

Score parfait
- Pawel Kröger (RDA), en 1972, à 13 ans, 354 jours
- Noam Elkies (États-Unis), en 1981, à 14 ans, 329 jours
- Sergei Konyagin (URSS), en 1972, à 15 ans, 83 jours
- Vladimir Drinfeld (URSS), en 1969, à 15 ans, 156 jours.

## Participants à haut score

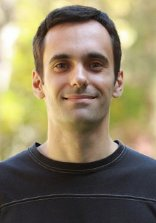
Ciprian Manolescu, la seule personne à atteindre trois scores parfaits à l'OIM (1995, 1996, 1997).

Le tableau suivant dresse la liste de tous les gagnants de l'OIM qui ont remporté au moins trois médailles d'or, avec les années correspondantes et les médailles autres que l'or reçues (P indique un score parfait).
| Nom                 | Équipe(s)                             | Années | Années | Années | Années | Années | Années |
| ------------------- | ------------------------------------- | ------ | ------ | ------ | ------ | ------ | ------ |
| Zhuo Qun Song       | Canada                                | 2010   | 2011   | 2012   | 2013   | 2014   | 2015 P |
| Teodor von Burg     | Serbie                                | 2007   | 2008   | 2009   | 2010   | 2011   | 2012   |
| Lisa Sauermann      | Allemagne                             | 2007   | 2008   | 2009   | 2010   | 2011 P |        |
| Nipun Pitimanaaree  | Thaïlande                             | 2009   | 2010   | 2011   | 2012   | 2013   |        |
| Christian Reiher    | Allemagne                             | 1999   | 2000   | 2001   | 2002   | 2003   |        |
| Reid W. Barton      | États-Unis                            | 1998   | 1999   | 2000   | 2001 P |        |        |
| Wolfgang Burmeister | Allemagne de l'Est                    | 1967   | 1968   | 1969   | 1970 P | 1971   |        |
| Iurie Boreico       | Moldavie                              | 2003   | 2004   | 2005 P | 2006 P | 2007   |        |
| Lim Jeck            | Singapour                             | 2009   | 2010   | 2011   | 2012 P | 2013   |        |
| Martin Härterich    | Allemagne de l'Ouest                  | 1985   | 1986   | 1987 P | 1988   | 1989   |        |
| László Lovász       | Hongrie                               | 1963   | 1964   | 1965   | 1966   |        |        |
| József Pelikán      | Hongrie                               | 1963   | 1964   | 1965   | 1966   |        |        |
| Nikolaï Nikolov     | Bulgarie                              | 1992   | 1993   | 1994   | 1995 P |        |        |
| Kentaro Nagao       | Japon                                 | 1997   | 1998   | 1999   | 2000   |        |        |
| Vladimir Barzov     | Bulgarie                              | 1999   | 2000   | 2001   | 2002   |        |        |
| Peter Scholze       | Allemagne                             | 2004   | 2005 P | 2006   | 2007   |        |        |
| Makoto Soejima      | Japon                                 | 2005   | 2007   | 2008   | 2009 P |        |        |
| Alex Gunning        | Australie                             | 2012   | 2013   | 2014 P | 2015   |        |        |
| Andrew Carlotti     | Royaume-Uni                           | 2010   | 2011   | 2012   | 2013   |        |        |
| Simon Norton        | Royaume-Uni                           | 1967   | 1968   | 1969 P |        |        |        |
| John Rickard        | Royaume-Uni                           | 1975 P | 1976   | 1977 P |        |        |        |
| Sergueï Ivanov      | URSS                                  | 1987 P | 1988   | 1989 P |        |        |        |
| Theodor Banica      | Roumanie                              | 1989   | 1990   | 1991   |        |        |        |
| Evgenia Malinnikova | URSS                                  | 1989   | 1990 P | 1991 P |        |        |        |
| Sergueï Norine      | Russie                                | 1994 P | 1995 P | 1996   |        |        |        |
| Yuliy Sannikov      | Ukraine                               | 1994 P | 1995   | 1996   |        |        |        |
| Ciprian Manolescu   | Roumanie                              | 1995 P | 1996 P | 1997 P |        |        |        |
| Ivan Ivanov         | Bulgarie                              | 1996   | 1997   | 1998   |        |        |        |
| Nikolaï Dourov      | Russie                                | 1996   | 1997   | 1998   |        |        |        |
| Tamás Terpai        | Hongrie                               | 1997   | 1998   | 1999   |        |        |        |
| Stefan Hornet       | Roumanie                              | 1997   | 1998   | 1999   |        |        |        |
| Vladimir Dremov     | Russie                                | 1998   | 1999   | 2000   |        |        |        |
| Mihai Manea         | Roumanie                              | 1999   | 2000   | 2001   |        |        |        |
| Tiankai Liu         | États-Unis                            | 2001   | 2002   | 2004   |        |        |        |
| Oleg Golberg        | Russie (2002, 2003) États-Unis (2004) | 2002   | 2003   | 2004   |        |        |        |
| Béla András Rácz    | Hongrie                               | 2002   | 2003   | 2004 P |        |        |        |
| Andrey Badzyan      | Russie                                | 2002   | 2003   | 2004 P |        |        |        |
| Rosen Kralev        | Bulgarie                              | 2003   | 2004   | 2005 P |        |        |        |
| Przemysław Mazur    | Pologne                               | 2006   | 2007   | 2008   |        |        |        |
| Tak Wing Ching      | Hong Kong                             | 2009   | 2010   | 2011   |        |        |        |
| Chung Song Hong     | Corée du Nord                         | 2011   | 2012   | 2013   |        |        |        |
| Dong Ryul Kim       | Corée du Sud                          | 2012   | 2013   | 2014   |        |        |        |
| Allen Liu           | États-Unis                            | 2014   | 2015   | 2016 P |        |        |        |
| Sheldon Kieren Tan  | Singapour                             | 2014   | 2015   | 2016   |        |        |        |

## Participants notables
Un certain nombre de participants de l'OIM sont devenus des mathématiciens remarquables. Les participants suivants ont reçu une médaille Fields, un prix Wolf ou un Clay Research Award, récompensant une recherche novatrice mathématique; un prix de la Société mathématique européenne, un prix qui récompense les jeunes chercheurs; ou l'un des prix de l'American Mathematical Society (le prix Blumenthal en mathématiques pures, le prix Bôcher en analyse, prix Cole en algèbre et en théorie des nombres ou le prix Oswald-Veblen en géométrie et en topologie) reconnaissant la recherche dans des domaines mathématiques spécifiques.
G désigne une médaille d'or, S désigne une médaille d'argent, B désigne une médaille de bronze, et P un score parfait.
| Nom                    | Équipe      | OIM                            | Médaille Fields | Prix Wolf | Prix EMS | Prix AMS                        | Clay Award |
| ---------------------- | ----------- | ------------------------------ | --------------- | --------- | -------- | ------------------------------- | ---------- |
| Grigory Margulis       | URSS        | S 1962                         | 1978            | 2005      |          |                                 |            |
| George Lusztig         | Roumanie    | S 1963, S 1962                 |                 |           |          | 1985 (Cole algèbre)             |            |
| Henryk Iwaniec         | Pologne     | S 1966, 1965                   |                 |           |          | 2002 (Cole théorie des nombres) |            |
| László Lovász          | Hongrie     | G 1966, G 1965, G 1964, S 1963 |                 | 1999      |          |                                 |            |
| Andrei Suslin          | URSS        | G 1967                         |                 |           |          | 2000 (Cole algèbre)             |            |
| Vladimir Drinfeld      | URSS        | P 1969                         | 1990            |           |          |                                 |            |
| Alexander Merkurjev    | URSS        | S 1972                         |                 |           |          | 2012 (Cole algèbre)             |            |
| Pierre-Louis Lions     | France      | 1973                           | 1994            |           |          |                                 |            |
| János Kollár           | Hongrie     | P 1974, G 1973                 |                 |           |          | 2006 (Cole algèbre)             |            |
| Jean-Christophe Yoccoz | France      | P 1974, S 1973                 | 1994            |           |          |                                 |            |
| Paul Vojta             | États-Unis  | P 1975                         |                 |           |          | 1992 (Cole théorie des nombres) |            |
| Alexander Goncharov    | URSS        | G 1976                         |                 |           | 1992     |                                 |            |
| Richard Borcherds      | Royaume-Uni | G 1978, S 1977                 | 1998            |           | 1992     |                                 |            |
| Timothy Gowers         | Royaume-Uni | P 1981                         | 1998            |           | 1996     |                                 |            |
| Peter Kronheimer       | Royaume-Uni | S 1981                         |                 |           |          | 2007 (Veblen)                   |            |
| Gábor Tardos           | Hongrie     | S 1982, S 1981, 1979           |                 |           | 1992     |                                 |            |
| Grigori Perelman       | URSS        | P 1982                         | 2006            |           | 1996     |                                 |            |
| Alexis Bonnet          | France      | S 1984, S 1983                 |                 |           | 1996     |                                 |            |
| Laurent Lafforgue      | France      | S 1985, S 1984                 | 2002            |           |          |                                 | 2000       |
| Daniel Tătaru          | Roumanie    | P 1985, P 1984                 |                 |           |          | 2002 (Bôcher)                   |            |
| Zoltán Szabó           | Hongrie     | S 1985                         |                 |           |          | 2007 (Veblen)                   |            |
| Jeremy Kahn            | États-Unis  | G 1986, G 1985, S 1984, S 1983 |                 |           |          |                                 | 2012       |
| Ricardo Pérez-Marco    | Espagne     | S 1986, 1985                   |                 |           | 1996     |                                 |            |
| Dominic Joyce          | Royaume-Uni | S 1986                         |                 |           | 2000     |                                 |            |
| Stanislav Smirnov      | URSS        | P 1987, P 1986                 | 2010            |           | 2004     |                                 | 2001       |
| Terence Tao            | Australie   | G 1988, S 1987, B 1986         | 2006            |           |          | 2002 (Bôcher)                   | 2003       |
| Elon Lindenstrauss     | Israël      | B 1988                         | 2010            |           | 2004     | 2001 (Blumenthal)               |            |
| Ngô Bảo Châu           | Vietnam     | G 1989, P 1988                 | 2010            |           |          |                                 | 2004       |
| Emmanuel Grenier       | France      | B 1989                         |                 |           | 2000     |                                 |            |
| Vincent Lafforgue      | France      | P 1991, P 1990                 |                 |           | 2000     |                                 |            |
| Artur Avila            | Brésil      | G 1995                         | 2014            |           | 2008     |                                 |            |
| Emmanuel Breuillard    | France      | G 1995                         |                 |           | 2012     |                                 |            |
| Ben J. Green           | Royaume-Uni | S 1995, S 1994                 |                 |           | 2008     |                                 | 2004       |
| Maryam Mirzakhani      | Iran        | P 1995, G 1994                 | 2014            |           |          | 2009 (Blumenthal)               | 2014       |
| Boáz Klartag           | Israël      | S 1996                         |                 |           | 2008     |                                 |            |
| Ciprian Manolescu      | Roumanie    | P 1997, P 1996, P 1995         |                 |           | 2012     |                                 |            |
| Adrian Ioana           | Roumanie    | S 1999                         |                 |           | 2012     |                                 |            |
| Mark Braverman         | Israël      | G 2000, B 1999, B 1998         |                 |           | 2016     |                                 |            |
| Peter Scholze          | Allemagne   | G 2007, G 2006, P 2005, S 2004 | 2018            |           | 2016     | 2015 (Cole algèbre)             | 2014       |

Les médaillés de l'OIM sont également devenus des informaticiens remarquables. Les médaillés suivants de l'OIM ont reçu un Prix Nevanlinna, un Prix Knuth ou un Prix Gödel ; ces prix mettent en avant la recherche en informatique théorique. G désigne une médaille d'or, S désigne une médaille d'argent, B désigne une médaille de bronze, et P désigne un papier parfait.
| Nom                | Équipe     | OIM                            | Prix Nevanlinnae | Prix Knuth | Prix Gödel |
| ------------------ | ---------- | ------------------------------ | ---------------- | ---------- | ---------- |
| László Lovász      | Hongrie    | G 1966, G 1965, G 1964, S 1963 |                  | 1999       | 2001       |
| László Babai       | Hongrie    | G 1968, S 1967, B 1966         |                  | 2015       | 1993       |
| Johan Håstad       | Suède      | G 1977                         |                  |            | 1994, 2011 |
| Peter Shor         | États-Unis | S 1977                         | 1998             |            | 1999       |
| Alexander Razborov | URSS       | G 1979                         | 1990             |            | 2007       |
| Subhash Khot       | Inde       | S 1995, S 1994                 | 2014             |            |            |